# Avatar Flight of Passage
Avatar Flight of Passage is een panoramavliegsimulator in het Amerikaanse attractiepark Disney's Animal Kingdom. De attractie opende 27 mei 2017 en staat in het themagebied Pandora - The World of Avatar. De gehele rit staat in het teken van de 3D-film Avatar uit 2009. In 2018 won de attractie een Thea Award voor beste attractie.

## Rit
De wachtrij is gedecoreerd als een laboratorium. Blikvanger in het laboratorium is een grote buis waarin zich een animatronic van een de Na'vi, humanoïde wezen, bevindt. De animatronic maakt bewegingen alsof het blauwe wezen bewusteloos in het water beweegt. Verder liggen er onder andere wetenschappelijke literatuur en boeken over Pandora, de planeet waar de Na'vi leven. Aan het einde van de wachtrij bevindt zich een voorshow, waarin het verhaal achter de attractie en de veiligheidsinstructies verteld worden.
De hoofdshow is een panoramavliegsimulator. Echter betreft het een modernere versie dan de 'klassieke' panoramavliegsimulators zoals Disney's Soarin'. De zitplaatsen van de attractie zijn geen gondels, maar voertuigen lijkend op motorfietsen. Deze staan op een rij opgesteld. Elke bezoeker neemt plaats op een 'motor', krijgt een 3D-bril op en kijkt tegen een bolvormig scherm aan. De 'motorfietsen' kunnen tijdens de rit vloeiende bewegingen maken zoals kantelen. Het platform waarop de voertuigen staan zijn feitelijk grote liften. Tijdens de rit kunnen ze snel omhoog en omlaag accelereren.
Tijdens de 3D-film die op het bolvormige scherm afgespeeld wordt, is te zien dat bezoekers een vlucht maken over Pandora. Deze vlucht wordt afgelegd op een Ikran, een fictieve vogel. De bewegingen die in de film te zien zijn worden door een combinatie van de bewegingen van het platform en de 'motorfietsen' nagebootst. Hierdoor wordt het idee gewekt dat men daadwerkelijk vliegt.

## Afbeeldingen

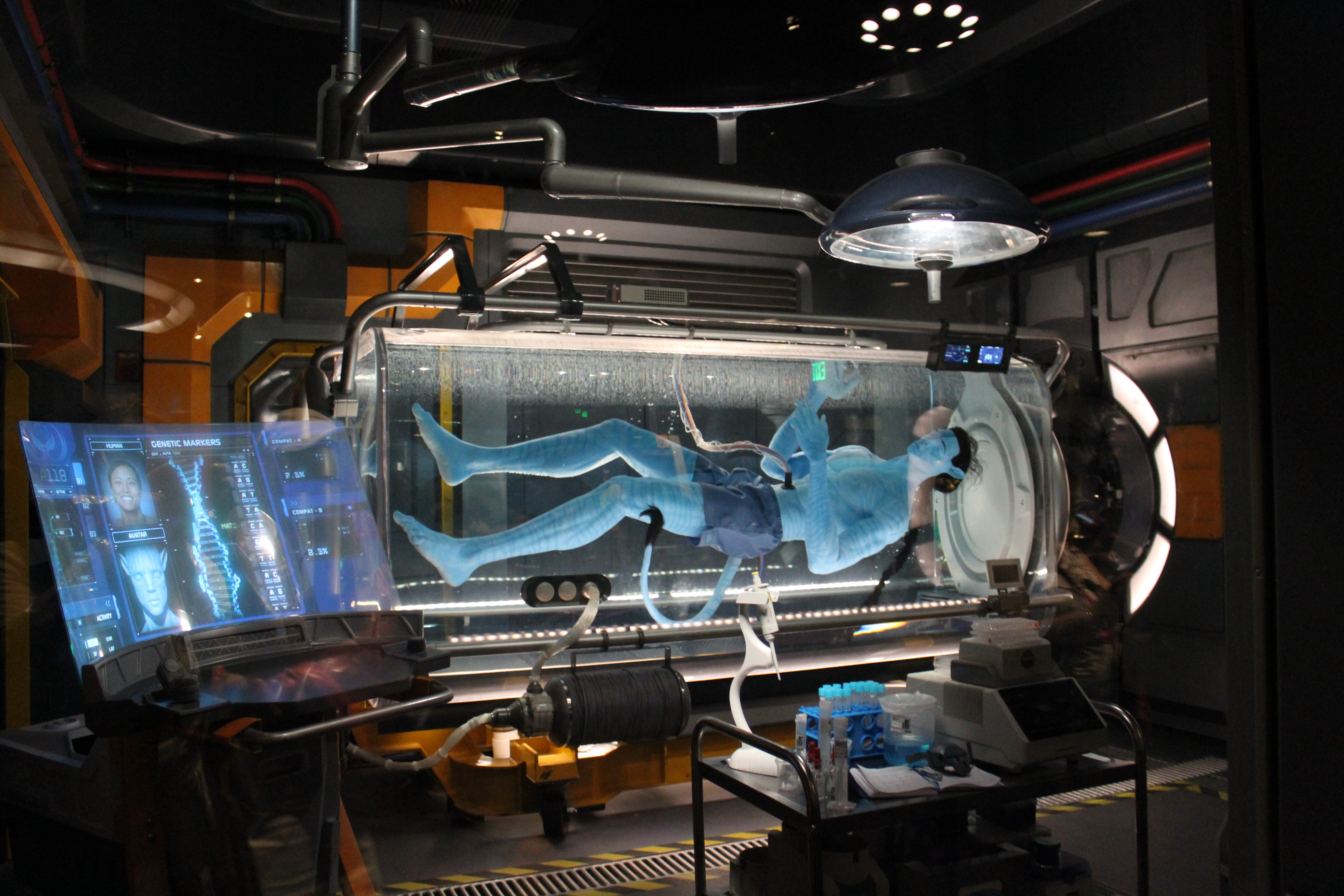
Animatronic van een Na'vi.
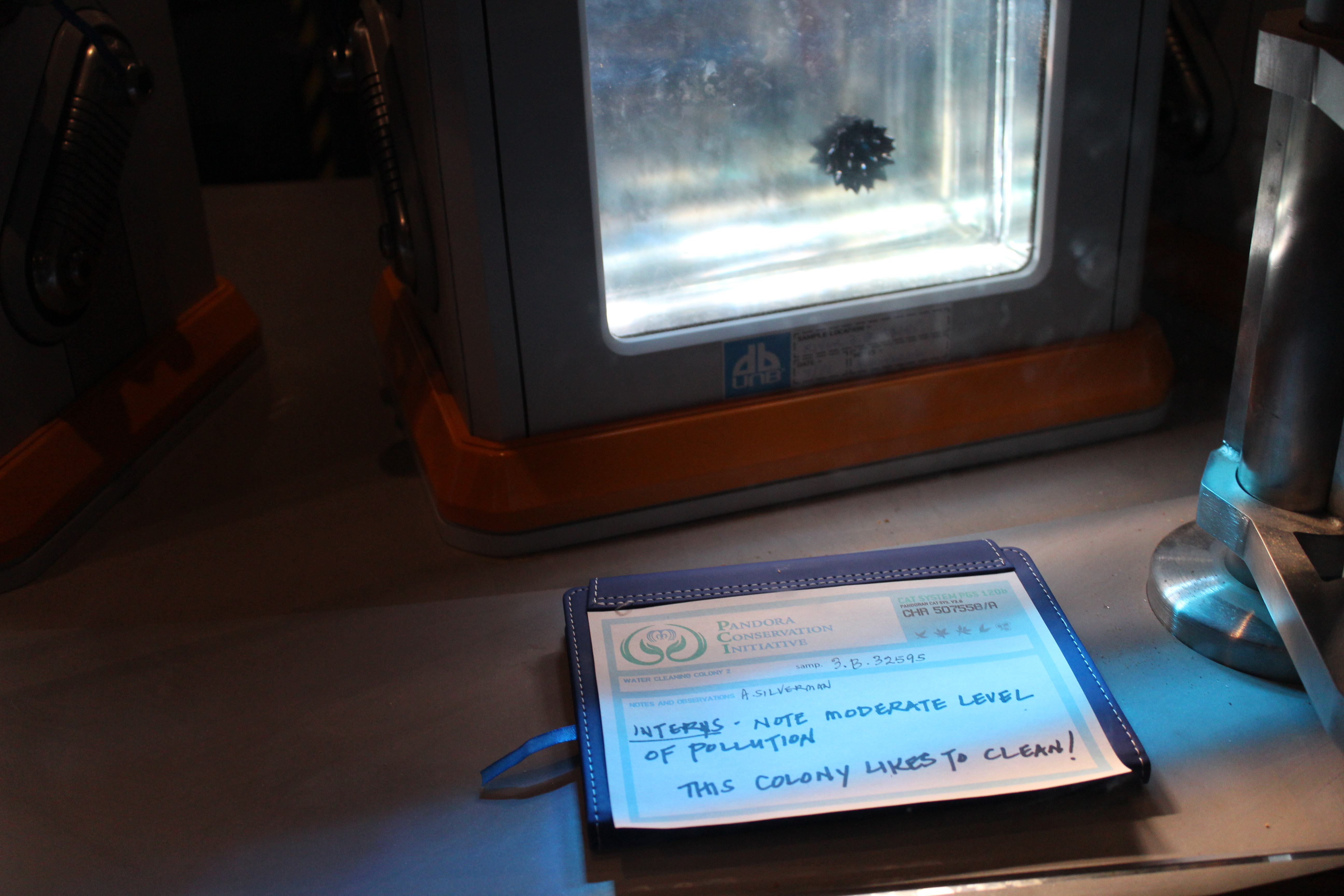
Decoratie in de wachtrij.
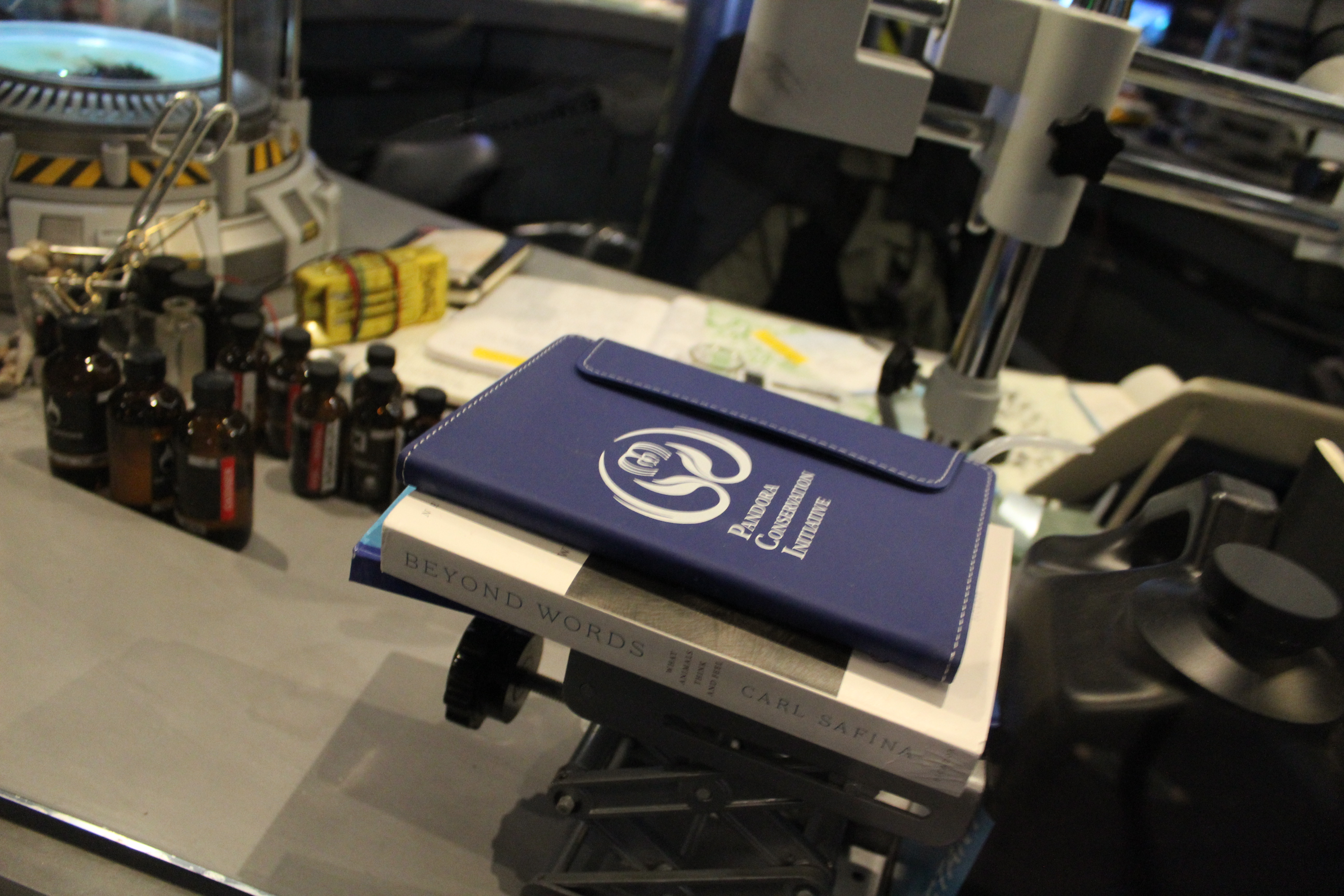
Boek, ter decoratie, over Pandora.
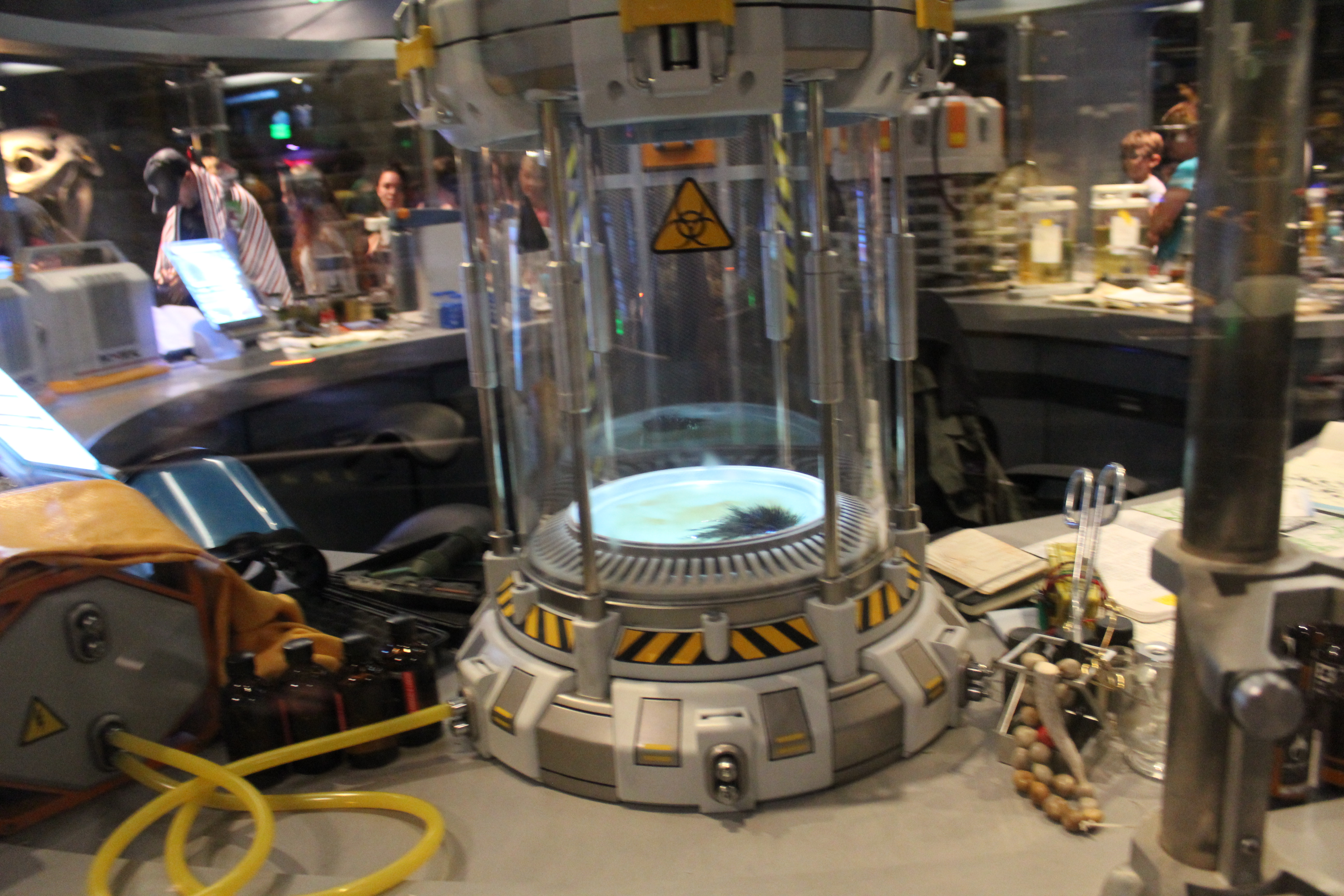
Decoratie in de wachtruimte.
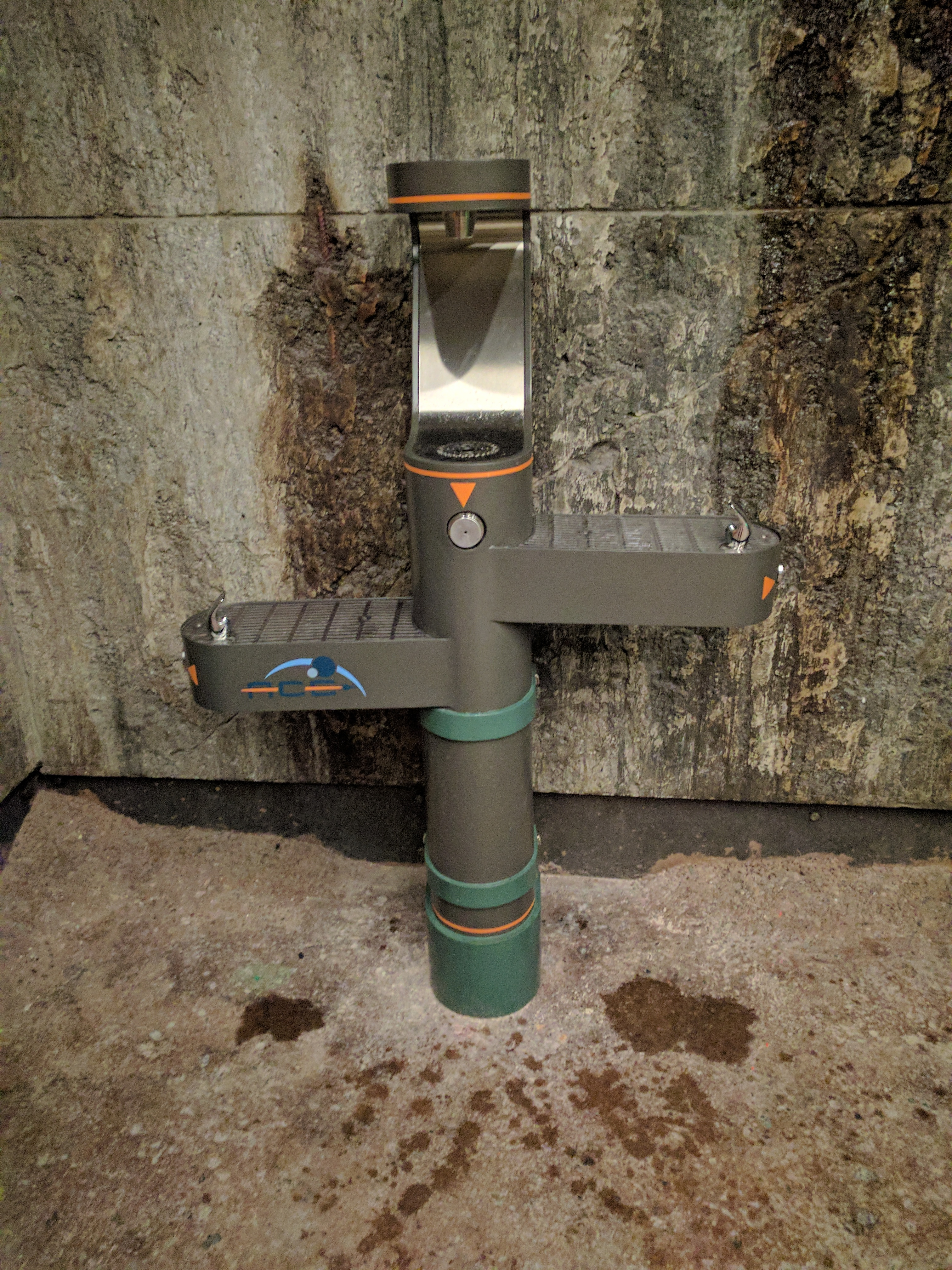
Waterkraan in de wachtrij om onder meer waterflessen te vullen.

Walt Disney World Resort · Lijst van attracties in Disney's Animal Kingdom · Tree of Life